# Marius Croitoru
Marius Croitoru (* 2. Oktober 1980 in Giurgiu) ist ein rumänischer ehemaliger Fußballspieler.

## Karriere
Marius Croitoru erste Vereinsstation war 2000 FCM Bacău. 2006 wechselte er zum FC Vaslui. 2007 wurde er von Steaua Bukarest verpflichtet. Mitte November 2009 stellte sich Croitoru dem deutschen Zweitligisten FC Hansa Rostock vor und absolvierte ein Probetraining. Im Jahr 2009 stand er erneut beim FCM Bacău und bei Politehnica Iași unter Vertrag. 2010 entschied er sich zu einem Wechsel nach Kasachstan zum FK Atyrau. Im Januar 2011 kehrte er nach Rumänien zurück und schloss sich Astra Ploiești an. Dort wurde sein Vertrag im Sommer 2011 nicht verlängert. Im April 2012 kehrte er nach Bacău zurück, ehe er sich im Sommer 2012 Zweitligist FC Botoșani anschloss. Mit seinem neuen Klub stieg er in der Spielzeit 2012/13 ins Oberhaus auf. In der Saison 2014/15 qualifizierte er sich mit Botoșani gar für die Europa League.
Im August 2015 verließ Croitoru den Klub und wechselte zu Aufsteiger ACS Poli Timișoara. In der Saison 2015/16 kam er nur selten zum Einsatz und sicherte sich mit seinem Klub den Klassenverbleib. 2018 beendete er seine Karriere.

## Erfolge
- Aufstieg in die Liga 1: 2013